# Soprano (entreprise)
Pour les articles homonymes, voir Soprano (homonymie).
Soprano Oyj est un groupe d'entreprises de formation professionnelle privée dont le siège est à Helsinki en Finlande.

## Présentation
Le groupe Soprano, se compose de Informator Tieturi spécialisée dans la formation aux Technologies de l'information et de la communication et du Management Institute of Finland (MIF) spécialisé en formation managériale.
Début 2020, Soprano a des sites à Helsinki, Tampere, Jyväskylä , Oulu, Stockholm , Göteborg et Saint-Pétersbourg.

## Écoles du groupe
Les six écoles de commerce du groupe Soprano sont:
- Informator Tieturi Group (fi)
  - Informator
  - Tieturi
- Management Institute of Finland MIF (fi)
  - Fintra
  - Infor
  - Johtamistaidon Opisto (JTO)
  - MIF Tutkinnot

## Actionnaires
Au 29 février 2020, le plus importants actionnaires de Revenio sont:
| #  | Actionnaire                           | Actions    | %     |
| -- | ------------------------------------- | ---------- | ----- |
| 1  | Tenhunen Arto Ano Tapani              | 895 151    | 26,36 |
| 2  | Herttakuutonen Oy                     | 2 890 850  | 15,57 |
| 3  | Keskinäinen Työeläkevakuutusyhtiö Elo | 1 769 230  | 9,53  |
| 4  | Suomen Kulttuurirahasto               | 1 472 173  | 7,93  |
| 5  | Kuusisto Teppo Harri                  | 1 391 095  | 7,49  |
| 6  | Allocation Point Oy                   | 803 095    | 4,32  |
| 7  | Saarelainen Mika                      | 527 058    | 2,84  |
| 8  | Juva Matti Tapio                      | 497 209    | 2,68  |
| 9  | Anolanranta Oy                        | 273 881    | 1,47  |
| 10 | Pekka Veikko Vennamo                  | 202 904    | 1,09  |
|    | total [1-20]                          | 15 690 412 | 84,49 |